# Плютей оранжево-морщинистый
Плюте́й ора́нжево-морщи́нистый, или ора́нжевый (Pluteus aurantiorugosus) — гриб рода Плютей. В системе рода Плютей С. П. Вассера этот вид относится к секции Celluloderma подрода Hispidocelluloderma, в системе Э. Веллинги к подсекции Eucellulodermini секции Celluloderma. Несъедобен, некоторыми исследователями отмечается как съедобный.
Синонимы
- Agaricus aurantiorugosus Trog, 1857 basionym
- Pluteus caloceps G.F. Atk., 1909
- Pluteus leoninus var. coccineus Massee 1893
- Pluteus coccineus (Massee) J.E. Lange, 1937 — Плютей красный
- Pluteus leoninus sensu Rea, (1922), Cooke — омоним для Pluteus leoninus (Schaeff.) P. Kumm., 1871 — Плютей львино-жёлтый[2]

## Описание
Шляпка диаметром 2—6 сантиметров, тонкомясистая, полуокруглой, ширококонической выпуклой или распростёртой формы, с небольшим морщинистым бугорком. Поверхность гладкая, гладковолокнистая, оранжевая или оранжево-красноватая с желтоватым оттенком, край более светлый, иногда бороздчатый.
Пластинки свободные, широкие, частые, беловатые, с возрастом розовые с беловатым краем.
Ножка 2—7×0,3—0,7 см, цилиндрическая, центральная, к основанию расширяется, сплошная, плотная. Поверхность беловатая, в нижней части от желтоватой до оранжевой, волокнистая.
Мякоть в шляпке белая, в ножке ярко-жёлтая, горьковатого вкуса, запах не выражен.
Остатки покрывал отсутствуют, споровый порошок розовый.
Споры гладкие, от яйцевидных до широкоэллипсоидных или почти шаровидные, 5,5—7,5×4—5,5(6) мкм.
Кожица шляпки гименовидная, состоит из булавовидных, грушевидных или округлых клеток размерами 35—70×20—40 мкм, бесцветных или содержащих желтоватый пигмент. Покровы ножки состоят из бесцветных или пигментированных цилиндрических гиф шириной 8—10 мкм.
Базидии четырёхспоровые, размерами 15—30×6—8 мкм, тонкостенные, булавовидные, бесцветные.
Хейлоцистиды размерами 30—70×12—30 мкм, булавовидные или грушевидные, иногда с выраженными апикальным отростком, тонкостенные, бесцветные, многочисленные. Плевроцистиды 40—80×15—30 мкм, веретеновидно-булавовидные или бутыльчатые, бесцветные, реже с пигментом, с апикальным придатком.

## Сходные виды
- Плютей львино-жёлтый (Pluteus leoninus) отличается по цвету шляпки и по микроскопическим признакам, растёт преимущественно в дубовых и буковых лесах[2].

## Экология и распространение
Сапротроф на пнях, остатках древесины лиственных деревьев, преимущественно вяза, тополя, клёна, ясеня, растёт также на подгнивших, но ещё живых стволах. Встречается редко. Известен в Европе от Британских островов до Украины, Белоруссии (кроме Пиренейского полуострова,  Франции, Апеннинского полуострова, Балкан и Прибалтики); в Азии — в Закавказье (Грузия), Китае, Западной Сибири (Красноярский край), Восточной Сибири, Приморском крае; в Северной Америке.
Сезон: июль — октябрь.